# Международный гуманистический и этический союз

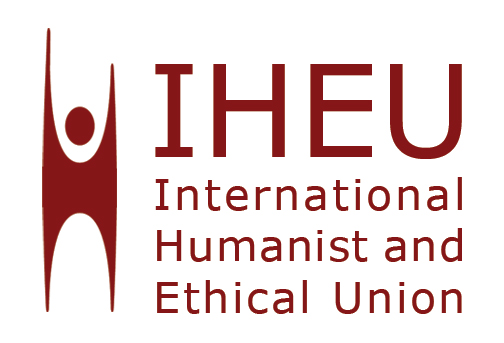
логоти́п IHEU

Международный гуманистический и этический союз (МГЭС) (англ. International Humanist and Ethical Union, IHEU) — международное объединение организаций, занимающихся развитием, поддержкой и пропагандой идей гуманизма, атеизма, рационализма, светского общества, скептицизма, свободомыслия, критического мышления, этичности, содействующих развитию и становлению нетеистической морали.

## История
Учреждён в 1952 году в Амстердаме семью национальными этическими и гуманистическими организациями (Голландская гуманистическая лига, Бельгийская гуманистическая лига, Австрийское этическое общество, Британский этический союз, Американский этический союз, Американская гуманистическая ассоциация и Индийское радикальное гуманистическое движение). В настоящее время МГЭС обладает консультативным статусом при Совете Европы, ООН, ЮНЕСКО и ЮНИСЕФ. В 2011 г. МГЭС включал в себя в качестве членов 117 организаций из 38 стран мира 
Среди создателей МГЭС было немало тех, кто принимал активное участие в организации ООН, — например, лорд Джон Бойд Орр (John Boyd Orr), первый руководитель Всемирной продовольственной организации, Джулиан Хаксли, первый генеральный директор ЮНЕСКО, Брок Чисхолм (Brock Chisholm), первый руководитель Всемирной организации здравоохранения.
МГЭС тесно сотрудничает с органами ООН в вопросах экологии, экономики, социальных и культурных прав человека, координирует деятельность национальных и региональных гуманистических групп, представляет их интересы в ООН, ЮНИСЕФ, ЮНЕСКО и Совете Европы.
До 1996 года штаб-квартира МГЭС размещалась в Утрехте (Нидерланды), в настоящее время — в Лондоне.
Печатный орган — ежеквартальный журнал «Международные гуманистические новости» (International Humanist News).
11–13 июля 1991 года Правление МГЭС утвердило краткое рабочее определение понятия «гуманизм», устанавливающее определённые формальные критерии при принятии новых членов:
Гуманизм — демократическая, этическая жизненная позиция, утверждающая, что человеческие существа имеют право и обязанность определять смысл и форму своей жизни. Гуманизм призывает к построению более гуманного общества посредством этики, основанной на человеческих и других естественных ценностях, в духе разума и свободного поиска, за счёт использования человеческих способностей. Гуманизм не теистичен и не принимает «сверхъестественное» видение реального мира. (англ.)
В 1998 году была принята новая организационная структура МГЭС. Совет (состоящий из представителей организаций — членов МГЭС) был переименован в Генеральную Ассамблею, а Исполнительный комитет — в Совет директоров. Президентом МГЭС был избран известный норвежский гуманист Леви Фрагелл (Levi Fragell).
Сегодня IHEU (известный с 2019 года как Humanists International) продолжает обеспечивать международный голос глобального гуманистического движения и выступает в качестве представительного органа для широкого круга нерелигиозных организаций. Humanists International проводит кампании по проблемам гуманизма, работает над защитой гуманистов в опасности, лоббирует гуманистические ценности в международных организациях и работает над созданием гуманистического движения во всем мире.

## Фокус защиты

### Религия
В 2015 году после теракта в редакции «Шарли Эбдо» Международный гуманистический и этический союз (МГЭС) объявил о глобальной кампании за упразднение законов, карающих за богохульство.
МГЭС борется против статьи «богохульство» и связанных с этим законов во всем мире. В том числе и в России. МГЭС указал на ряд обстоятельств, указывающих на «привилегированное» положение Русской православной церкви. Помогает лицам, преследуемых за выражение своих нерелигиозных взглядов.
- В 1990-х годах МГЭС сыграл важную роль в привлечении внимания к угрозам Таслиме Насрин.[9]
- МГЭС и Amnesty International возглавили в 2004 году кампанию по освобождению Юнуса Шейха, обвиненного в «богохульстве» и приговорённого к смерти в Пакистане.[10]
- В 2013 году МГЭС призвал власти Египта обеспечить безопасность Альбера Сабера после того, как его обвинили в «оскорблении религии» за ссылку на видео YouTube «Невинность мусульман».[11]
- В 2014 году МГЭС осветил дело Мубарака Балы из Нигерии, которого поместили в психиатрическую больницу после того, как он открыто говорил о том, что он атеист.  Он был освобожден после освещения в международных СМИ.[12]
- В 2017 году, после того как министр правительства Малайзии заявил, атеистов будут «преследовать», МГЭС призвал к уважению прав человека атеистов, и осудил замечание министра.[13][14]

Делегация МГЭС в Совете ООН по правам человека неоднократно поднимала вопрос о тюремном заключении и телесных наказаниях Раифа Бадави за «оскорбление религии» и Валида Абулхаира за «неуважение к властям» в Саудовской Аравии.
На 2017 год — 85 стран признанны экспертами МГЭС небезопасными для людей, не причисляющих себя к последователям ни одной религии. В 30 дела обстоят хуже всего: там за год были зафиксированы грубые нарушения. Это могут быть внесудебные расправы, давление со стороны властей, судебное преследование подозреваемых в богохульстве или оскорблении религии - или даже их бесследное исчезновение. Как утверждалось в докладе, в 12 из этих 30 стран вероотступничество — изменение религии или отказ от неё — карается смертью.

## Использованные источники
- Юрий Чёрный. Современный гуманизм. Аналитический обзор. Часть 2.